# Гайовська-Рута Любов Онуфріївна
Люба Гайовська-Рута (псевдо: «Ольга», «Рута»; 9 травня 1923, село Зарваниця, Теребовлянський повіт, Тернопільське воєводство — 24 січня 1954, біля села Скнилів, нині Львівського району, Львівської області) — референт пропаганди Львівського Крайового проводу ОУНР, письменниця, журналістка. 

## Життєпис
Народилася у 1923 році в українській національно-свідомій священницькій родині Онуфрія і Ярослави Гайовських. Походили вони з Тернопільщини: батько із села Озерна, а мати із сусіднього села. Мала 3-х братів: Ярослава, Богдана, Володимира і сестру Марту. 
З 1938 року в рядах Юнацтва ОУН. Закінчила у Львові другу українську гімназію. Працювала в Романівському лісництві, а з 1942 року в підпіллі. Референт УЧХ (1944-1945), а відтак референт пропаганди (1946-1948) Львівського окружного проводу ОУН, референт пропаганди Львівського крайового проводу ОУН (1948-1954).
У 1947 році була поранена в бою в селі Ілеві. У тому бою полягло дев'ятеро підпільників. 
На зиму 1953—1954 років мешканець села Басівки влаштував Руту і її охоронця на зимівлю в домі Ірини Забузької. Відтоді Ірина стала зв'язковою Люби.
28 січня 1954 року її виказав сусід-зрадник. Застрелилася разом з Іриною в безвихідній ситуації оточення.
Автор оповідань з повстанської боротьби на Львівщині, упорядник видання «Збірка споминів із повстанського життя» (1952) та ін. 

## Вшанування пам'яті
Люба Гайовська є головною героїнею п'єси Богдана Стельмаха «Чорна стріла».
2001 року на пошану Любові Гайовської у Львові названо вулицю.